# قائمة ولاة اليمن
هذه قائمة بأسماء ولاة اليمن في العصر الإسلامي منذ دخول الإسلام إلى اليمن في القرن السابع الميلادي، وحتى بداية العصر الحديث وقيام المملكة المتوكلية اليمنية عام 1918 م.

## عصر صدر الإسلام (610 - 661)
| م  | الوالي                 | فترة الولاية | ملاحظات                                                         |
| -- | ---------------------- | ------------ | --------------------------------------------------------------- |
| 1  | باذان بن ساسان         | 628 - 632    | آخر حكام اليمن الساساني وأول وال مسلم لليمن                     |
| 2  | شهر بن باذان بن ساسان  | شهر          | تولى صنعاء وأعمالها، وتولى عدد من الصحابة بقية المخاليف الأخرى  |
| 3  | عبهلة بن كعب العنسي    | ثلاثة أشهر   | ثار على الدولة الإسلامية وقتل شهر بن باذان وطرد العمال المسلمين |
| 4  | معاذ بن جبل            | ثلاثة أيام   | عاد إلى المدينة بعد موت النبي محمد                              |
| 5  | فيروز الديلمي          | شهر          | تولى اليمن بأمر الخليفة أبي بكر الصديق                          |
| 6  | قيس بن المكشوح المرادي | سبعة أشهر    | ثار على الحكم وقتل داذويه وطرد الأبناء من اليمن                 |
| 7  | المهاجر بن أبي أمية    | 633 - 634    | الوالي العام في خلافة أبي بكر الصديق                            |
| 8  | يعلى بن أمية           | 634 - 656    | الوالي العام في خلافة عمر بن الخطاب وعثمان بن عفان              |
| 9  | عبيد الله بن العباس    | 656 - 660    | الوالي العام في خلافة علي بن أبي طالب                           |
| 10 | بسر بن أبي أرطأة       | 660 - 661    | أغار على اليمن وتولاها لصالح معاوية بن أبي سفيان                |

## العصر الأموي (661 - 750)
| م  | الوالي                                            | فترة الولاية               | ملاحظات                                    |
| -- | ------------------------------------------------- | -------------------------- | ------------------------------------------ |
| 1  | عثمان بن عثمان الثقفي                             |                            | أول ولاة اليمن في عهد الدولة الأموية       |
| 2  | عتبة بن أبي سفيان                                 |                            |                                            |
| 3  | النعمان بن بشير الأنصاري                          |                            |                                            |
| 4  | بشير بن سعيد الأعرج                               |                            |                                            |
| 5  | سعيد بن داذويه الفارسي                            |                            |                                            |
| 6  | الضحاك بن فيروز الديلمي                           | (الفترة الأولى)            |                                            |
| 7  | بحير بن ريسان الحميري                             |                            |                                            |
| 8  | الضحاك بن فيروز الديلمي                           | (الفترة الثانية) 684 - 685 | بداية ولاية الخلافة الزبيرية لليمن         |
| 9  | عبد الله بن عبد الرحمن بن خالد بن الوليد المخزومي | سنة واحدة                  | عُزل                                        |
| 10 | عبد الله بن المطلب بن أبي وداعة السهمي            | سنة واحدة                  | عُزل                                        |
| 11 | عبيدة بن الزبير                                   | خمسة أشهر                  | عُزل                                        |
| 12 | مغيث بن ذي الترخم الأوزاعي                        | خمسة أشهر                  | عُزل                                        |
| 13 | نجدة بن عامر الحنفي                               |                            | استولى على اليمن بعد خروجه باليمامة        |
| 14 | حنش بن عبد الله الصنعاني                          | أربعة أشهر                 | عُزل                                        |
| 15 | قيس بن يزيد السعدي التميمي                        | عشرة أشهر                  | عُزل                                        |
| 16 | أبو النجود مولى عثمان بن عفان                     | (الفترة الأولى) خمسة أشهر  | عُزل                                        |
| 17 | الضحاك بن فيروز الديلمي                           | (الفترة الثالثة) ستة أشهر  | عُزل                                        |
| 18 | خلاد بن السائب الأنصاري                           | خمسة أشهر                  | عُزل                                        |
| 19 | أبو النجود مولى عثمان بن عفان                     | (الفترة الثانية)           | نهاية ولاية الخلافة الزبيرية لليمن         |
| 20 | محمد بن يوسف الثقفي                               |                            |                                            |
| 21 | أيوب بن يحيى الثقفي                               |                            |                                            |
| 22 | عروة بن محمد بن عطية السعدي                       |                            |                                            |
| 23 | مسعود بن عوف الكلبي                               |                            |                                            |
| 24 | يوسف بن عمر الثقفي                                |                            |                                            |
| 25 | مروان بن محمد بن يوسف الثقفي                      |                            |                                            |
| 26 | الضحاك بن واصل السكسكي                            |                            |                                            |
| 27 | القاسم بن عمر الثقفي                              |                            |                                            |
| 28 | عبد الله بن يحيى الكندي                           | 747 - 748                  | خلع ولاية الأمويين وقاد أول ثورة للإباضيين |
| 29 | عبد الملك بن محمد بن عطية السعدي                  |                            |                                            |
| 30 | الوليد بن عروة السعدي                             |                            | آخر ولاة اليمن في عهد الدولة الأموية       |

## العصر العباسي (750 - 1517)
| م  | الوالي                                                       | فترة الولاية                 | ملاحظات |
| -- | ------------------------------------------------------------ | ---------------------------- | --- |
| 1  | عمر بن عبد الحميد الخطابي                                    |                              | أول ولاة اليمن في عهد الدولة العباسية |
| 2  | محمد بن يزيد بن عبد الله الحارثي                             |                              | |
| 3  | عبد الله بن مالك الحارثي                                     |                              | |
| 4  | علي بن الربيع الحارثي                                        |                              | |
| 5  | عبد الله بن الربيع الحارثي                                   |                              | عاد إلى العراق وأناب ابنه الربيع بن عبد الله على اليمن |
| 6  | معن بن زائدة الشيباني                                        |                              | خرج إلى العراق واستخلف ابنه زائدة بن معن على اليمن |
| 7  | الحجاج بن منصور                                              |                              | |
| 8  | الفرات بن سالم العبسي                                        |                              | |
| 9  | يزيد بن منصور الحميري                                        |                              | سار إلى العراق واستخلف عبد الخالق بن محمد الشهابي على اليمن                                                                                               |
| 10 | رجاء بن سلام بن روح الجذامي                                  |                              | |
| 11 | علي بن سليمان العباسي                                        |                              | عاد إلى العراق واستناب واسع بن عصمة على اليمن |
| 12 | عبد الله بن سليمان العباسي                                   |                              | |
| 13 | منصور بن يزيد الحميري                                        |                              | |
| 14 | عبد الله بن سليمان النوفلي                                   |                              | |
| 15 | سليمان بن يزيد الحارثي                                       |                              | |
| 16 | عبد الله بن محمد العباسي                                     |                              | |
| 17 | إبراهيم بن سالم بن قتيبة بن مسلم الباهلي                     |                              | |
| 18 | الغطريف بن عطاء                                              |                              | عاد إلى العراق وأناب عباد بن محمد الشهابي على اليمن |
| 19 | الربيع بن عبد الله الحارثي                                   | (الفترة الأولى)              | |
| 20 | عاصم بن عتبة الغساني                                         |                              | |
| 21 | الحصين بن كثير العبدري                                       |                              | |
| 22 | أيوب بن جعفر بن سليمان العباسي                               |                              | |
| 23 | الربيع بن عبد الله الحارثي                                   | (الفترة الثانية)             | تولى اليمن مع العباس بن سعيد مولى بني هاشم |
| 24 | محمد بن إبراهيم العباسي                                      |                              | أقام بالحجاز وأناب ابنه العباس على اليمن |
| 25 | عبد الله بن مصعب بن ثابت بن عبد الله بن الزبير               |                              | |
| 26 | أحمد بن إسماعيل بن علي العباسي                               |                              | |
| 27 | إبراهيم بن عبيد الله بن عبد الله بن طلحة بن أبي طلحة العبدري |                              | |
| 28 | محمد بن خالد البرمكي                                         |                              | |
| 29 | حماد البربري                                                 |                              | |
| 30 | محمد بن عبد الله بن مالك الخزاعي                             |                              | |
| 31 | محمد بن سعيد بن السرح الكناني                                |                              | |
| 32 | يزيد بن جرير القسري                                          |                              | |
| 33 | عمر بن إبراهيم بن واقد العمري                                |                              | |
| 34 | إسحاق بن موسى بن عيسى العباسي                                |                              | |
| 35 | إبراهيم بن موسى الكاظم العلوي                                |                              | انتزع ولاية اليمن من العباسيين خلال ثورة أبي السرايا |
| 36 | حمدويه بن علي بن عيسى بن ماهان                               |                              | |
| 37 | عيسى بن يزيد الجلودي                                         |                              | عاد إلى العراق واستخلف حصن بن المنهال على اليمن قيام الإمارة الزيادية بتهامة اليمن بقيادة محمد بن عبد الله بن زياد                                        |
| 38 | محمد بن إبراهيم الأفريقي الشيباني                            |                              | |
| 39 | نعيم بن الوضاح الأزدي                                        |                              | تولى اليمن مع المظفر بن يحيى الكندي |
| 40 | محمد بن عبد الله بن محرز                                     |                              | خرج نحو الحجاز واستخلف عباد بن الغمر الشهابي على اليمن |
| 41 | إسحاق بن العباس بن محمد العباسي                              | (الفترة الأولى)              | |
| 42 | محمد بن نافع                                                 |                              | |
| 43 | محمد بن عبد الحميد المعروف بأبي الرازي                       |                              | |
| 44 | إسحاق بن العباس بن محمد العباسي                              | (الفترة الثانية)             | استخلف عند موته ابنه يعقوب |
| 45 | عبد الله بن عبيد الله بن العباس العباسي                      |                              | عاد إلى العراق واستناب عباد بن الغمر الشهابي على اليمن |
| 46 | عباد بن الغمر الشهابي                                        |                              | |
| 47 | عبد الرحيم بن جعفر العباسي                                   |                              | قيام الإمارة اليعفرية باليمن بقيادة يعفر بن عبد الرحيم الحوالي                                                                                            |
| 48 | جعفر بن دينار الخياط                                         | (الفترة الأولى)              | أناب عنه في اليمن منصور بن عبد الرحمن التنوخي وعبد الله بن حمدويه بن ماهان                                                                                |
| 49 | إيتاخ الخزري التركي                                          |                              | أناب عنه في اليمن أحمد بن العلاء العامري ثم عمرو بن العلاء العامري ثم هرثمة شيرباميان                                                                     |
| 50 | جعفر بن دينار الخياط                                         | (الفترة الثانية)             | سار إلى العراق واستخلف ابنه محمد بن جعفر على اليمن |
| 51 | حمير بن الحارث                                               |                              | |
| 52 | محمد بن يعفر بن عبد الرحيم الحوالي                           | 870 - 883                    | بداية ولاية السلالة اليعفرية لليمن حج عام 876 وأناب ابنه إبراهيم على اليمن                                                                                |
| 53 | إبراهيم بن محمد بن يعفر الحوالي                              | 883 - 892                    | اعتزل الإمارة لفترة وتولاها ابنه يعفر مدة ثم عزله عام 886                                                                                                 |
| 54 | عبد القاهر بن أحمد بن يعفر الحوالي                           | 892 - 901                    | قيام الإمامة الزيدية باليمن بقيادة الهادي يحيى بن حسين الرسي                                                                                              |
| 55 | أسعد بن إبراهيم بن محمد بن يعفر الحوالي                      | (الفترة الأولى) 901 - 911    | |
| 56 | محمد بن علي بن الفضل الخنفري                                 | 911 - 915                    | استولى على اليمن وحكمها لصالح القرامطة |
| 57 | الفأفاء بن محمد بن علي بن الفضل الخنفري                      | 915 - 916                    | |
| 58 | أسعد بن إبراهيم بن محمد بن يعفر الحوالي                      | (الفترة الثانية) 916 - 943   | |
| 59 | محمد بن إبراهيم بن محمد بن يعفر الحوالي                      | 943 - 963                    | |
| 60 | عبد الله بن قحطان بن عبد الله بن إبراهيم الحوالي             | 963 - 997                    | |
| 61 | أسعد بن عبد الله بن قحطان بن عبد الله بن إبراهيم الحوالي     | 997 - 1000                   | نهاية ولاية السلالة اليعفرية لليمن |
| 62 | القاسم بن علي العياني                                        | 1000 - 1002                  | استولى على اليمن باسم الإمامة الزيدية |
| 63 | القاسم بن حسين بن محمد الزيدي                                | 1002 - 1004                  | |
| 64 | محمد بن القاسم بن حسين بن محمد الزيدي                        | 1004 - 1012                  | |
| 65 | حسين بن القاسم بن علي العياني                                | 1012 - 1013                  | |
| 66 | كانت اليمن موزعة بين أمراء ومتغلبين كثيرين                   | 1013 - 1047                  | نهاية الإمارة الزيادية بتهامة اليمن وقيام إمارة بني نجاح على أعقابها                                                                                      |
| 67 | علي بن محمد الصليحي                                          | 1047 - 1067                  | بداية ولاية الصليحيين لليمن |
| 68 | أحمد بن علي بن محمد الصليحي                                  | 1067 - 1091                  | |
| 69 | سبأ بن أحمد بن المظفر الصليحي                                | 1091 - 1099                  | |
| 70 | أروى بنت أحمد بن محمد الصليحي                                | 1099 - 1138                  | نهاية ولاية الصليحيين لليمن |
| 71 | انقسام حكم اليمن إلى إمارات مستقلة                           | 1138 - 1174                  | الأئمة الزيدية في صعدة وما جاورها بنو حاتم في صنعاء وأعمالها بنو زريع في عدن وأعمالها بنو نجاح في تهامة ثم بنو مهدي على أعقابهم السليمانيون في شمال تهامة |
| 72 | توران شاه الأيوبي                                            | 1174 - 1180                  | بداية ولاية الأيوبيين لليمن عاد إلى الشام عام 1176 وأناب عددا من النواب على اليمن                                                                         |
| 73 | استقلال نواب اليمن على ما هو تحت نفوذهم                      | 1180 - 1182                  | |
| 74 | طغتكين الأيوبي                                               | 1182 - 1197                  | |
| 75 | إسماعيل بن طغتكين الأيوبي                                    | 1197 - 1202                  | |
| 76 | أيوب بن إسماعيل بن طغتكين الأيوبي                            | 1202 - 1214                  | |
| 77 | سليمان بن شاهنشاه بن عمر بن شاهنشاه الأيوبي                  | 1214 - 1215                  | |
| 78 | يوسف بن محمد بن محمد الأيوبي                                 | 1215 - 1229                  | نهاية ولاية الأيوبيين لليمن |
| 79 | عمر بن علي الرسولي                                           | 1229 - 1250                  | بداية ولاية الرسوليين لليمن |
| 80 | يوسف بن عمر بن علي الرسولي                                   | 1250 - 1295                  | |
| 81 | عمر بن يوسف بن عمر بن علي الرسولي                            | 1295 - 1296                  | |
| 82 | داوود بن يوسف بن عمر بن علي الرسولي                          | 1296 - 1321                  | |
| 83 | علي بن داوود بن يوسف بن عمر بن علي الرسولي                   | (الفترة الأولى) 1321 - 1322  | |
| 84 | أيوب بن يوسف بن عمر بن علي الرسولي                           | 1322                         | |
| 85 | علي بن داوود بن يوسف بن عمر بن علي الرسولي                   | (الفترة الثانية) 1322 - 1363 | |
| 86 | عباس بن علي بن داوود بن يوسف الرسولي                         | 1363 - 1377                  | |
| 87 | إسماعيل بن عباس بن علي بن داوود بن يوسف الرسولي              | 1377 - 1400                  | |
| 88 | أحمد بن إسماعيل بن عباس بن علي بن داوود بن يوسف الرسولي      | 1400 - 1424                  | |
| 89 | عبد الله بن أحمد بن إسماعيل بن عباس الرسولي                  | 1424 - 1427                  | |
| 90 | إسماعيل بن أحمد بن إسماعيل بن عباس الرسولي                   | 1427 - 1428                  | |
| 91 | يحيى بن إسماعيل بن عباس الرسولي                              | 1428 - 1439                  | |
| 92 | إسماعيل بن يحيى بن إسماعيل بن عباس الرسولي                   | 1439 - 1442                  | |
| 93 | يوسف بن عمر بن إسماعيل بن عباس الرسولي                       | 1442 - 1450                  | |
| 94 | أبو القاسم بن إسماعيل بن أحمد بن إسماعيل بن عباس الرسولي     | 1450 - 1454                  | |
| 95 | حسين بن يحيى بن إسماعيل بن عباس الرسولي                      | 1454                         | نهاية ولاية الرسوليين لليمن |
| 96 | عامر الطاهري                                                 | 1454 - 1465                  | بداية ولاية الطاهريين لليمن |
| 97 | علي الطاهري                                                  | 1465 - 1478                  | |
| 98 | عبد الوهاب بن داوود الطاهري                                  | 1478 - 1489                  | |
| 99 | عامر بن عبد الوهاب بن داوود الطاهري                          | 1489 - 1517                  | نهاية ولاية الطاهريين لليمن آخر ولاة اليمن في عهد الدولة العباسية                                                                                         |

## العصر العثماني (1517 - 1918)
| م  | الوالي                                            | فترة الولاية                 | ملاحظات                                                                     |
| -- | ------------------------------------------------- | ---------------------------- | --------------------------------------------------------------------------- |
| 1  | إسكندر المخضرم الشركسي                            | 1517 - 1521                  | أول ولاة اليمن في عهد الدولة العثمانية بداية ولاية المماليك لليمن           |
| 2  | كمال بك الرومي                                    | 1521 - 1523                  |                                                                             |
| 3  | إسكندر بك القرماني                                | 1523 - 1524                  |                                                                             |
| 4  | حسين بك الرومي                                    | 1524 - 1526                  |                                                                             |
| 5  | مصطفى بك الرومي                                   | 1526 - 1527                  |                                                                             |
| 6  | سلمان الريس                                       | 1527 - 1528                  |                                                                             |
| 7  | مصطفى بك ابن بيرم                                 | 1528 - 1530                  | رحل إلى الهند وأناب السيد علي بك الرومي على اليمن                           |
| 8  | إسكندر موز بن سولي                                | 1530 - 1536                  |                                                                             |
| 9  | أحمد الناخوذة الشركسي                             | 1536 - 1539                  | نهاية ولاية المماليك لليمن                                                  |
| 10 | مصطفى باشا النشار                                 | (الفترة الأولى) 1539 - 1545  | بداية ولاية العثمانيين الأولى لليمن                                         |
| 11 | أويس باشا                                         | 1545 - 1547                  |                                                                             |
| 12 | فرهاد باشا                                        | 1547 - 1549                  |                                                                             |
| 13 | أوزدمر باشا                                       | 1549 - 1556                  |                                                                             |
| 14 | مصطفى باشا النشار                                 | (الفترة الثانية) 1556        |                                                                             |
| 15 | مصطفى باشا قرة شاهين                              | 1556 - 1560                  |                                                                             |
| 16 | محمود باشا                                        | 1560 - 1565                  |                                                                             |
| 17 | رضوان باشا بن مصطفى باشا قرة شاهين                | 1565 - 1567                  |                                                                             |
| 18 | المطهر بن يحيى شرف الدين الرسي                    | 1567 - 1569                  | استولى على اليمن وانسحب العثمانيون إلى تهامة                                |
| 19 | حسن باشا                                          | 1569 - 1570                  |                                                                             |
| 20 | بهرام باشا بن مصطفى باشا قرة شاهين                | 1570 - 1576                  |                                                                             |
| 21 | مراد باشا القويوجي                                | 1576 - 1580                  |                                                                             |
| 22 | حسن باشا اليمني                                   | 1580 - 1604                  | قيام الدولة القاسمية بقيادة القاسم بن محمد الرسي                            |
| 23 | سنان باشا                                         | 1604 - 1607                  |                                                                             |
| 24 | جعفر باشا                                         | 1607 - 1616                  |                                                                             |
| 25 | محمد باشا                                         | 1616 - 1622                  |                                                                             |
| 26 | فضل الله باشا                                     | 1622 - 1624                  |                                                                             |
| 27 | حيدر باشا                                         | 1624 - 1629                  |                                                                             |
| 28 | قانصوه باشا                                       | 1629 - 1635                  | نهاية ولاية العثمانيين الأولى لليمن                                         |
| 29 | محمد بن القاسم الرسي                              | 1635 - 1644                  | بداية ولاية القاسميين لليمن                                                 |
| 30 | إسماعيل بن القاسم الرسي                           | 1644 - 1676                  |                                                                             |
| 31 | أحمد بن الحسن بن القاسم الرسي                     | 1676 - 1681                  |                                                                             |
| 32 | محمد بن إسماعيل بن القاسم الرسي                   | 1681 - 1686                  |                                                                             |
| 33 | محمد بن أحمد بن الحسن بن القاسم الرسي             | 1686 - 1715                  |                                                                             |
| 34 | الحسين بن القاسم بن محمد بن القاسم الرسي          | 1715 - 1719                  |                                                                             |
| 35 | القاسم بن الحسين بن أحمد بن الحسن بن القاسم الرسي | 1719 - 1727                  |                                                                             |
| 36 | الحسين بن القاسم بن الحسين الرسي                  | 1727 - 1748                  |                                                                             |
| 37 | عباس بن الحسين بن القاسم بن الحسين الرسي          | 1748 - 1775                  |                                                                             |
| 38 | علي بن عباس بن الحسين بن القاسم بن الحسين الرسي   | 1775 - 1809                  |                                                                             |
| 39 | أحمد بن علي بن عباس الرسي                         | 1809 - 1816                  |                                                                             |
| 40 | عبد الله بن أحمد بن علي بن عباس الرسي             | 1816 - 1835                  |                                                                             |
| 41 | علي بن عبد الله بن أحمد بن علي بن عباس الرسي      | 1835 - 1837                  |                                                                             |
| 42 | عبد الله بن الحسن بن أحمد بن عباس الرسي           | 1837                         |                                                                             |
| 43 | إبراهيم باشا يكن                                  | 1837 - 1840                  | استولى على اليمن بأمر حاكم مصر محمد علي باشا                                |
| 44 | حسين بن علي بن حيدر الخيراتي                      | 1840 - 1848                  | استلم حكم اليمن بعد انسحاب القوات المصرية                                   |
| 45 | محمد بن يحيى بن علي بن عباس الرسي                 | 1848 - 1849                  |                                                                             |
| 46 | تنازع السلطة بين العديد من أئمة الدولة القاسميين  | 1849 - 1872                  | نهاية ولاية القاسميين لليمن                                                 |
| 47 | أحمد مختار باشا                                   | 1872 - 1873                  | بداية ولاية العثمانيين الثانية لليمن                                        |
| 48 | أحمد أيوب باشا                                    | 1873 - 1876                  |                                                                             |
| 49 | مصطفى عاصم باشا                                   | 1876 - 1878                  |                                                                             |
| 50 | إسماعيل حقي باشا                                  | (الفترة الأولى) 1878 - 1882  |                                                                             |
| 51 | محمد عزت باشا                                     | 1882 - 1884                  |                                                                             |
| 52 | أحمد فيضي باشا                                    | (الفترة الأولى) 1884 - 1886  |                                                                             |
| 53 | أحمد عزيز باشا                                    | 1886 - 1887                  |                                                                             |
| 54 | عثمان نوري باشا                                   | 1887 - 1889                  |                                                                             |
| 55 | عثمان نوري (خيري) باشا                            | 1889 - 1890                  |                                                                             |
| 56 | إسماعيل حقي باشا                                  | (الفترة الثانية) 1890 - 1891 |                                                                             |
| 57 | أحمد فيضي باشا                                    | (الفترة الثانية) 1891 - 1898 |                                                                             |
| 58 | حسين حلمي باشا                                    | 1898 - 1902                  |                                                                             |
| 59 | عبد الله رشيد باشا                                | 1902 - 1904                  |                                                                             |
| 60 | توفيق باشا                                        | 1904 - 1905                  |                                                                             |
| 61 | أحمد فيضي باشا                                    | (الفترة الثالثة) 1905 - 1908 |                                                                             |
| 62 | حسن تحسين باشا                                    | 1908 - 1910                  |                                                                             |
| 63 | مصطفى كامل بك                                     | 1910                         |                                                                             |
| 64 | محمد علي باشا                                     | 1910 - 1911                  |                                                                             |
| 65 | محمود نديم بك                                     | 1911 - 1918                  | نهاية ولاية العثمانيين الثانية لليمن آخر ولاة اليمن في عهد الدولة العثمانية |